# William Lawes
Pour les articles homonymes, voir Lawes.
Œuvres principales
Royal Consorts
William Lawes, né en 1602 à Salisbury (Wiltshire) et mort le 24 septembre 1645 à Rowton Heath, près de Chester, est un compositeur et musicien anglais.

## Biographie
Fils de Thomas Lawes, vicar choral à la cathédrale de Salisbury, et frère de Henry Lawes, lui-même compositeur reconnu, Williams Lawes est baptisé le 1er mai 1602.
Son protecteur, Edward Seymour, comte d'Hertford, confie son apprentissage à Giovanni Coperario, grâce auquel il rencontre probablement Charles 1er, encore prince de Galles à l'époque.
Après l'accession de Charles au trône d'Angleterre, William Lawes est nommé musician in ordinary for lutes and voices en 1635, mais composait déjà pour la cour précédente.
William Lawes passe toute sa vie d'adulte au service du roi Charles. Il compose de la musique profane et des masques, auxquels il a sans doute participé, mais également de la musique sacrée : essentiellement des hymnes et des motets pour les oraisons privées du roi. Son œuvre est surtout connue aujourd'hui grâce à ses suites de consorts pour viole de gambe (entre trois et six musiciens), notamment ses Royal Consorts. Son utilisation du contrepoint et de la fugue, ainsi que sa tendance à juxtaposer dans ses œuvres des thèmes non conventionnels à d'autres plus pastoraux, ont nui à sa popularité pendant plusieurs siècles après sa mort, mais apparaissent aujourd'hui d'une grande originalité formelle.
Lors de la Première Révolution anglaise, Lawes rejoint l'armée des Royalists et est affecté à la garde personnelle du roi, ce qui doit le tenir à l'écart du danger. Précaution vaine, car le 24 septembre 1645, il est abattu par un Parliamentarian lors de la déroute des Royalists à Rowton Heath, près de Chester. Bien que le roi soit en deuil de son parent Bernard Stuart, tué lors de la même bataille, il institue un deuil spécial pour Lawes en l'honorant du titre de Father of Musick.

## Discographie
- For ye violls: Consort setts in 5 & 6 parts

Fretwork et Paul Nicholson ; Virgin Classics 91187-2 (1991)
- Sonatas for violin, bass viol and organ

London Baroque ; Harmonia Mundi  HMA 1901493 (1994)
- Fantasia Suites for two violins, bass viol and organ

The Purcell Quartet ; Chandos CHAN0552 (1994)
- Royall Consort Suites

The Purcell Quartet avec Nigel North et Paul O'Dette ; Chandos CHAN0584/5 (1995)
- Consort Music for Viols, Lutes and Theorbos

The Rose Consort of Viols, Timothy Roberts, Jacob Heringman et David Miller ; Naxos 8.550601 (1995)
- Royall Consort Suites vol 1

The Greate Consort ; Gaudeamus CD GAU146 (1995)
- Concord is conquer'd: Consort setts for 5 & 6 viols. 4 Herrick songs. Pieces for lyra viol

Fretwork, Catherine Bott, Richard Boothby et Paul Nicholson ; Virgin Classics 5451472 (1995)
- Royall Consort Suites vol 2

The Greate Consort ; Gaudeamus CD GAU147 (1997)
- The Royal Consort & lute songs

René Jacobs, Sigiswald Kuijken, Lucy van Dael, Wieland Kuijken, Toyohiko Satoh, Edward Witsenbug, Gustav Leonhardt ; Sony Classical (1997)
- Fantazia suites for violin, bass viol and organ

Music's Re-creation ; Centaur CRC 2385 (1998)
- Suites pour une et trois lyra-violes

Jonathan Dunford, Sylvia Abramowicz et Sylvia Moquet ; Adès 465 607-2 (1998)
- Consorts in four and five parts

Phantasm et Sarah Cunningham ; Channel Classics CCS 15698 (2000)
- Consorts in six parts

Phantasm, Susanne Braumann et Varpu Haavisto ; Channel Classics CCS 17498 (2002)
- Consort sets in five & six parts,

Hespèrion XXI ; Alia Vox AV9823A, AV9823B (2002)
- Knock'd on the head: William Lawes, music for viols

Concordia ; Metronome MET CD 1045 (2002)
- William Lawes: In loving memory

The Consort of Musicke ; Musica Oscura 070972-2
- Why not here - Music for two lyra-viols, musique de Thomas Ford, Alfonso Ferrabosco II, John Jenkins, John Danyel, Anthony Holborne, Richard Alison et William Lawes

Friederike Heumann, Hille Perl, Lee Santana et Michael Freimuth ; Accent ACC 24317 (2003)
- Harp Consorts

Maxine Eilander et Les Voix Humaines ; ATMA Classique ACD22372 (2008)
- The Royall Consorts

Les Voix Humaines ; ATMA Classique ACD22373 (2012)
- The Royal Consort

Phantasm et Laurence Dreyfus ; Linn CKD470 (2015)